# Бакин, Владимир Юрьевич
Влади́мир Ю́рьевич Ба́кин (род. 25 ноября 1953) — российский военачальник. Командующий войсками Московского военного округа (2005—2009), генерал армии (2007).

## Биография
- Родился 25 ноября 1953 года в селе Черемхово Ивановского района Амурской области РСФСР. Сын военнослужащего.
- С 1971 года — в Вооружённых Силах СССР.
- В 1975 году окончил Дальневосточное высшее общевойсковое командное училище имени Маршала Советского Союза К. К. Рокоссовского. Службу проходил на должностях командира взвода, роты, батальона в Прикарпатском военном округе.
- В 1986 году окончил Военную академию имени М. В. Фрунзе.
- В 1986—1993 годах — начальник штаба, командир полка, начальник штаба дивизии в Забайкальском военном округе.
- В 1995 году окончил Военную академию Генерального штаба Вооруженных сил Российской Федерации и был назначен командиром 18-й гвардейской мотострелковой Инстербургской Краснознамённой ордена Суворова дивизии 11-й отдельной гвардейской армии. С января 1998 года начальник штаба, а с декабря 1999 года — командующий Сухопутными и береговыми войсками Балтийского флота.
- Указом Президента Российской Федерации 17 сентября 2001 года был назначен начальником штаба — первым заместителем командующего войсками Сибирского военного округа.
- 13 декабря 2001 года присвоено воинское звание генерал-лейтенант.
- 22 февраля 2004 года присвоено воинское звание генерал-полковник[1].
- 5 января 2005 года назначен начальником штаба — первым заместителем командующего войсками Приволжско-Уральского военного округа.
- С 6 июня 2005 года — командующий войсками Московского военного округа.
- Указом Президента Российской Федерации от 23 февраля 2007 года присвоено воинское звание генерал армии.
- 5 февраля — 18 мая 2009 года — заместитель Главнокомандующего Сухопутными войсками Российской Федерации.
- Указом Президента Российской Федерации от 18 мая 2009 года освобождён от занимаемой должности и уволен с военной службы в запас.
- Живёт и работает в Москве.

Воинское звание полковник присвоено досрочно, генерал-лейтенант (13.12.2000), генерал-полковник (22.02.2004). Женат. Имеет сына и дочь.

## Награды
- Орден «За заслуги перед Отечеством» 4-й степени (2008),
- Орден «За военные заслуги» (1999),
- Орден «За службу Родине в Вооружённых Силах СССР» 3-й степени,
- 15 медалей.